# Thyolo
Thyolo   este un oraș  în  Malawi. Este reședința  districtului  Thyolo.